# Le soleil se lèvera encore
Pour plus de détails, voir Fiche technique et Distribution.
Le soleil se lèvera encore (Il sole sorge ancora) est un film italien réalisé par Aldo Vergano, sorti en 1946.

## Synopsis
La vie dans un château de la plaine lombarde et son exploitation agricole, à la fin de la Deuxième Guerre mondiale. L'arrivée d'un déserteur qui s'y cache et se lie avec la fille d'un résistant, puis avec la propriétaire du domaine. À son tour, il rejoint le maquis antifasciste. On assiste à la fusillade de deux résistants : un prêtre et un communiste. Les ouvriers se rebellent et chassent les occupants allemands... Un des films essentiels sur la Résistance italienne.

## Fiche technique
- Titre du film : Le soleil se lèvera encore
- Titre original : Il sole sorge ancora
- Réalisation : Aldo Vergano
- Scénario : Giuseppe Gorgerino, Aldo Vergano, Guido Aristarco, Giuseppe De Santis et Carlo Lizzani ; Vittorio Cottafavi et Umberto Barbaro (non crédités).
- Production : Giorgio C. Agliani/A.N.P.I
- Musique : Giuseppe Rosati
- Photographie : Aldo Tonti
- Décors : Fausto Galli
- Costumes : Anna Gobbi
- Montage : Gabriele Varriale
- Pays d'origine :  Italie
- Format : Noir et blanc - 1,37:1 - Mono
- Genre : Guerre
- Durée : 95 minutes en France
- Dates de sortie : 6 novembre 1946 en Italie ; 29 décembre 1948 en France

## Distribution
- Elli Parvo : Donna Matilda
- Massimo Serato : Major Heinrich
- Lea Padovani : Laura
- Vittorio Duse : Cesare
- Carlo Lizzani : Don Camillo, le prêtre
- Gillo Pontecorvo : Pietro, le communiste
- Checco Rissone : Mario
- Aldo Vergano : Le cheminot
- Alfonso Gatto : Le conducteur du train
- Lia Golmar : Le cousin de Matilda
- Giuseppe De Santis
- Egisto Olivieri

## Récompenses
- Ruban d'argent 1947 du cinéma italien pour l'ensemble du film
- Ruban d'argent 1947 du meilleur acteur dans un rôle secondaire pour Massimo Serato

## Autour du film
- Au cours de l'été 1943, le réalisateur Aldo Vergano rejoint la Résistance et adhère, deux ans plus tard, au Parti communiste. On lui confie alors la mise en scène du premier film résistant financé par l'Association nationale des partisans italiens. Le film s'appellera Il sole sorge ancora (Le soleil se lèvera encore). Présenté à la Mostra de Venise en 1946, le film suscitera de vives polémiques. Mais, au fil du temps, il finira par être considéré comme l'une des œuvres essentielles du néo-réalisme.
- Toutefois, à l'inverse de Rome, ville ouverte et de Païsa, tous deux réalisés par Roberto Rossellini, il s'attache plutôt à expliquer les raisons pour lesquelles des Italiens ont combattu dans la Résistance tandis que d'autres ont servi le fascisme[1]. « De plus, Vergano explique, analyse, plaide le pour et le contre au lieu de privilégier l'émotion. Son film est volontiers sociologique et politique [...] »[2].
- Carlo Lizzani, coscénariste du film et interprète du rôle du prêtre, décrit le film ainsi : « Le point de vue adopté par le réalisateur et ses collaborateurs permettait d'observer la structure sociale de l'Italie occupée. [...] Dans (tous) les milieux sociaux grandissait l'angoisse de la guerre et de l'Occupation, comme les germes de la Résistance. Les réactions des diverses catégories sociales constituèrent le centre du récit. »[3]
- « Cette œuvre audacieuse vaudra malheureusement à Vergano d'être regardé avec méfiance par la production cinématographique qui ne lui permettra plus de concrétiser les projets auxquels il rêvait. »[4]